# Eduard Napp
Johann Christian Eduard Napp, in den USA Edward Napp (* 18. März 1804 in Rostock; † 21. Dezember 1882  in Cleveland (Ohio)) war ein deutscher Pädagoge, 1848/49 Mitglied der Mecklenburgischen Abgeordnetenversammlung und ging dann als Forty-Eighter in die USA ins Exil.

## Leben
Eduard Napp war ein Sohn des Militärchirurgen Johann Christian Napp. Er besuchte von 1822 bis 1825 die Große Stadtschule Rostock und studierte ab Ostern 1825 Evangelische Theologie an der Universität Rostock.
Nach Abschluss seines Studiums war er zunächst als Hauslehrer auf Jürgenshof (heute Ortsteil von Alt Schwerin), dann auf Federow (heute Ortsteil von Kargow) tätig. 1835 wurde er zum Rektor der Bürgerschule in Penzlin berufen. 
Während der Revolution in Mecklenburg (1848) war Napp ein führendes Mitglied im Reformverein Penzlin und wurde im Oktober 1848 im Wahlkreis Mecklenburg-Schwerin 85: Penzlin zum Mitglied der Mecklenburgischen Abgeordnetenversammlung gewählt. Hier schloss er sich der Fraktion der Reformvereine, der Linken, an und wurde Schriftführer des Schulausschusses. Er legte dem Ausschuss Vorlagen betreffend die Hebung und Verbesserung des gesamten Volksschulwesens vor, die jedoch nicht mehr zur Beschlussfassung kamen.
1849 war er Kandidat für die Predigerwahl in Penzlin, die wegen politischer Unruhen ausgesetzt wurde. Nach dem Zusammenbruch der demokratischen Bewegung als Folge des Freienwalder Schiedsspruchs wanderte er 1851 in die USA aus. Er fand eine neue Heimat im Cuyahoga County in Ohio, wurde 1856 US-Staatsbürger und lebte hier bis 1861 als Farmer in Newburgh Heights, Ohio, dann in Cleveland.
Von 1836 bis 1850 war er Mitglied des Vereins für Mecklenburgische Geschichte und Altertumskunde.

## Schriften
- Das Bild. Dem deutschen Christenvolk und seinen Fürsten. Neubrandenburg: in Commission bei Brünslow 1845